# Georgetown (Prince Edward Island)
Georgetown is een plaats (town) in de Canadese provincie Prince Edward Island en telt 721 inwoners (2006).